# Caolines de Vimianzo
Caolines de Vimianzo S.A. (CAVISA) es una empresa española del sector minero, cuya actividad se centra en la explotación de los yacimientos de caolín que se encuentran situados en el municipio de Vimianzo. Fundada en 1981, en la actualidad la empresa es una filial de la italiana Veneta Mineraria Spa.

## Historia
En la década de 1970 la empresa Río Tinto Patiño (RTP), filial del grupo Explosivos Río Tinto (ERT), obtuvo del Estado los derechos de explotación de los depósitos de caolín y mica localizados en la localidad coruñesa de Vimianzo. Sin embargo, sería Río Tinto Minera (RTM) quien pusiera en marcha las labores extractivas. Para ello, en 1981 constituyó la sociedad «Caolines de Vimianzo» en colaboración con la empresa pública Sodiga. Con los años se pusieron en marcha dos plantas industriales para el procesamiento del caolín y la mica recién extraídos. En 1998, tras atravesar varias crisis, la empresa fue adquirida por la italiana Veneta Mineraria Spa. En la actualidad Cavisa constituye un importante productor de caolín papelero y de mica con fines industriales.